# Dorcopsulus macleayi
Il dorcopside di Macleay (Dorcopsulus macleayi Miklucho-Maklaj, 1885), noto anche come dorcopside papua o wallaby di foresta papua, è una specie di marsupiale della famiglia dei Macropodidi, molto simile al dorcopside minore, tanto che alcuni scienziati considerano i due animali come una specie unica. È diffuso nelle foreste pluviali della Nuova Guinea sud-orientale, ad altitudini comprese tra 1000 e 1800 m. Sebbene sia piuttosto diffuso, non sappiamo molto delle sue abitudini e anche l'estensione esatta dell'areale è incerta.